# Кришан (Хунедоара)

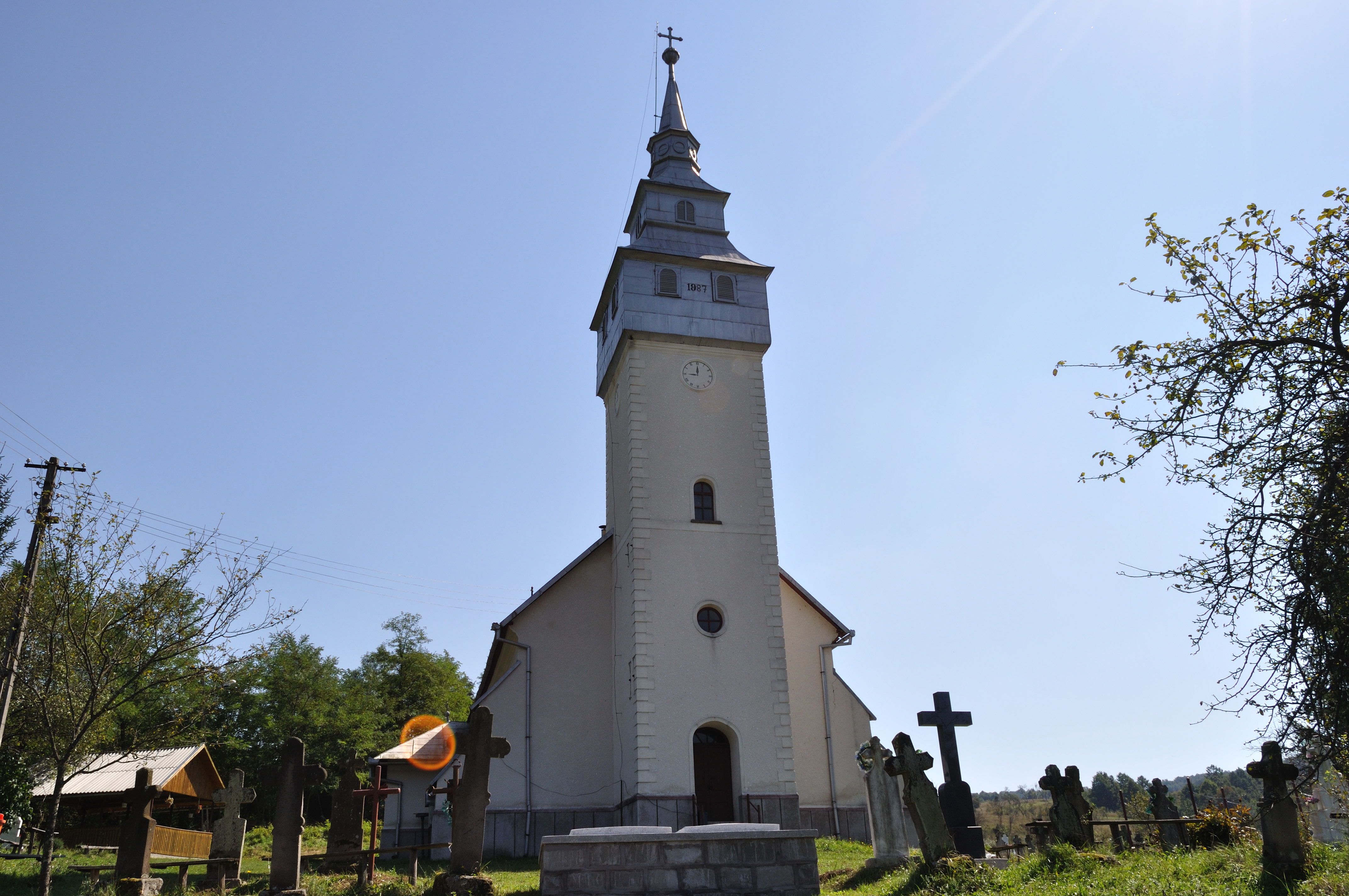
Церковь Успения Пресвятой Богородицы

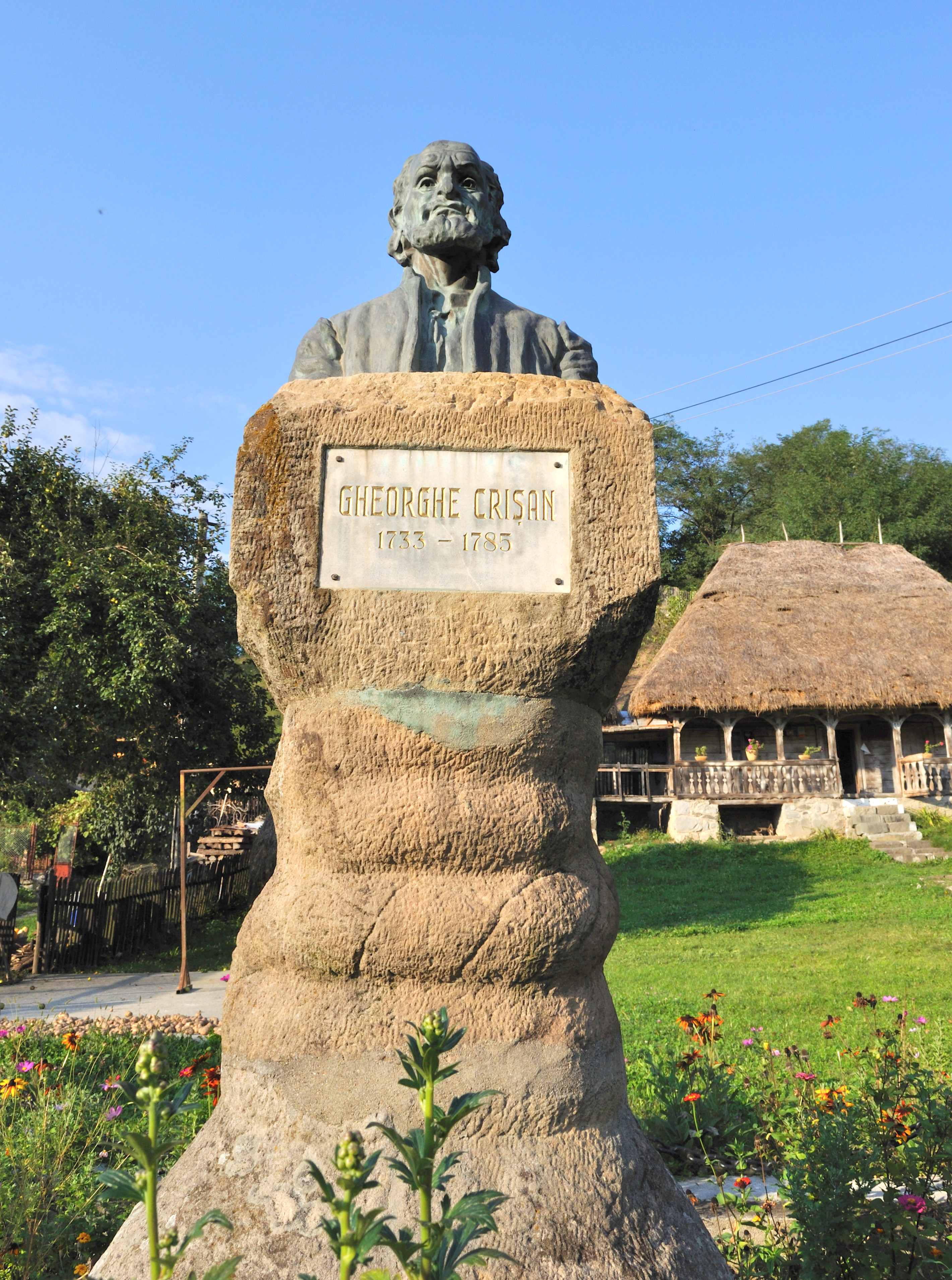
Бюст Кришана в родном селе

Кришан (рум. Crişan) — село в жудеце Хунедоара в Румынии, входит в состав коммуны Рыбица.
Село расположено в исторической области Трансильвания (регион Парциум) на северо-западе Румынии в Западных Румынских горах близ реки Кёрёш. Находится на расстоянии 321 км к юго-западу от Бухареста, 33 км к северу от г. Дева, 91 км к юго-западу от Клуж-Напока, 129 км к востоку от Тимишоары.

## Население

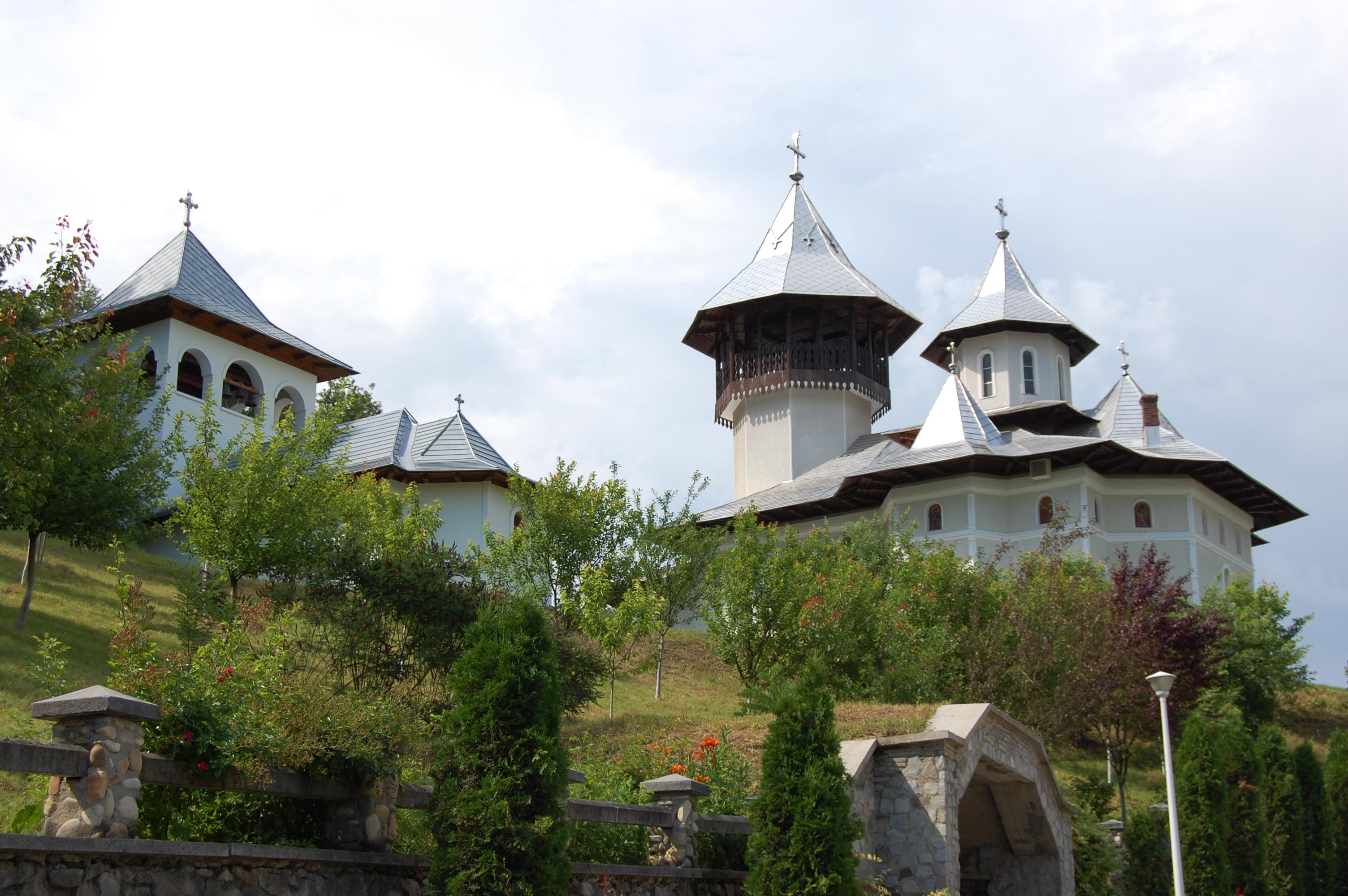
Монастырь

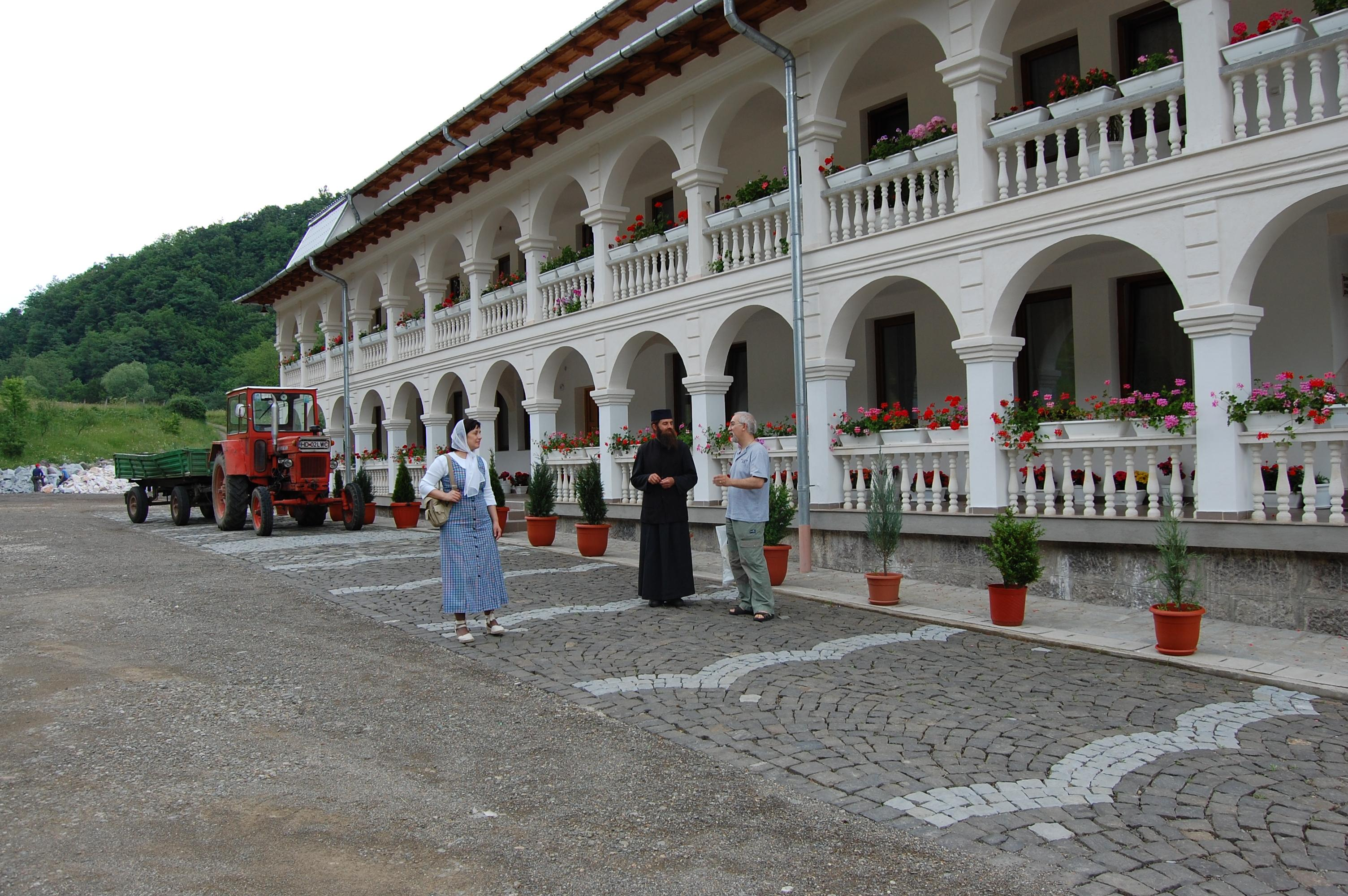
Внутренний двор монастыря

По данным переписи населения 2011 года в селе проживал 431 человек, все — румыны. Все жители села родным языком назвали румынский. В 1910 году в нём проживало 838 православных румын. В 2002 году — 511 из 517 жителей Румынии были православными.
Общая площадь — 13,28 км². Высота — 300 м.

## История
Ранее носило название Васа. Ныне называется в честь уроженца села Георге Кришана (Марку Джурджу) (ок. 1733—1785), одного из руководителей Трансильванского крестьянского восстания 1784—1785 годов.

## Достопримечательности
- Церковь Успения Пресвятой Богородицы (1844—1852).
- Православный монастырь, построенный на рубеже XVI и XVII веков. Восстановленный в 1992 году[2].
- Мемориальный дом-музей Георге Кришана с памятником